# Global Climate Forum
Das Global Climate Forum (GCF; früher: European Climate Forum, ECF) ist ein internationaler Interessenverband von Forschungsinstituten, Nichtregierungsorganisationen, Wirtschaftsunternehmen und einzelnen Wissenschaftlern, die sich mit Klimafragen beschäftigen. Das GCF führt Wirtschaftsunternehmen, die an diesem Themenkreis interessiert sind, Vertreter der Politik und verschiedene Nichtregierungsorganisationen zusammen. Die Vision des GCFs ist es, eine offene Debatte über kontroverse Themen zu stimulieren und zu gewährleisten, dass solche Debatten ertragreich sind.

## Gründung und Organisation
Das Netzwerk wurde im September 2001 als European Climate Forum von sieben Forschungseinrichtungen auf Initiative von Carlo C. Jaeger (Potsdam-Institut für Klimafolgenforschung – PIK) und  Klaus Hasselmann (Max-Planck-Institut für Meteorologie) gegründet.
Da sich zunehmend auch außereuropäische Einrichtungen und Mitglieder beteiligten, wurde das European Climate Forum 2011 in Global Climate Forum (GCF) umbenannt.
Das GCF wird durch einen Vorstand sowie einen Council reguliert und verwaltet. Der Aufsichtsrat besteht dabei aus mindestens vier, jedoch höchstens sieben Mitgliedern, einschließlich des Vorsitzenden und dessen Stellvertreter. Die Mitglieder werden jeweils für zwei Jahre gewählt; dabei ist eine Wiederwahl möglich.

## Arbeit und Ziele
Die Hauptarbeit besteht darin, gemeinsame Studien und Projekte zu formulieren und durchzuführen. Dabei sollen Anstöße, Konzepte und Antworten zu Klimafragen entworfen werden sowie mögliche politische Ansätze, die einer nachhaltigen Entwicklung dienen entwickelt werden.
Die Gruppen, mit denen GCF dabei regelmäßig interagiert, sind:
- Energieindustrie sowie Energiegroßkonsumenten
- Unternehmen aus dem Bereich »Erneuerbare Energien«
- Versicherungs- und Finanzunternehmen
- Verantwortliche der Politik
- Nichtregierungsorganisationen, insbesondere aus dem Bereich Umwelt
- Wissenschaftler

## Vorstand
Der Vorstand setzt sich wie folgt zusammen:
- Carlo C. Jaeger
- Klaus Hasselmann
- Peter Höppe (Münchener Rück)
- Antonio Navarra (Centro Euro-Mediterraneo per i Cambiamenti Climatici)

## Council
Der Council besteht aus maximal sieben Mitgliedern, welche gewöhnlich für drei Jahre gewählt werden.
Die Mitglieder sind:
- Antonella Battaglini (SuperSmart Grid)
- Sebastian Gallehr (ECF Capacity Center)
- Carlo Giupponi (Participatory Methods)
- Armin Haas (Integrated Risk Governance)
- Klaus Hasselmann (Socio-Ecological Modelling)
- Lisbeth Iversen (Sustainable Cities)
- Ola M. Johannessen (Arctic)

Das Global Climate Forum ist eine Non-Profit-Organisation. Die Mitgliedschaft ist für jede Institution oder Gruppe offen, die sich mit der Satzung des GCF einverstanden erklärt.